# گوره‌ای (سیستان و بلوچستان)
گوره‌ای نام روستایی واقع در جنوب شرقی ایران، استان سیستان و بلوچستان است. نام این روستا در کتاب فتوحات اسکندر مقدونی آمده‌است. این روستا یکی از مکان‌های ایرانگردی است که به دلیل رازآلود بودن آن شهرت دارد. گوره‌ای ۲۱۱ نفر جمعیت دارد.